# Список авторов, произведения которых объявлены государственными достояниями в Азербайджанской Республике
Список авторов, произведения которых объявлены государственными достояниями в Азербайджанской Республике — список, подготовленный согласно документу, утвержденному постановлением Кабинета Министров Азербайджанской Республики №211 от 7 мая 2019 года.

## Авторы, произведения которых объявлены государственным достоянием в Азербайджане[2]
- Катран Тебризи
- Мехсети Гянджеви
- Хагани Ширвани
- Низами Гянджеви
- Кади Бурханеддин Ахмед
- Насими
- Ашуг Гурбани
- Исмаил I
- Физули
- Ашуг Аббас Туфарганлы
- Вагиф, Молла Панах
- Видади, Молла Вели
- Касум-бек Закир
- Ахундов, Мирза Фатали
- Зардаби, Гасан-бек
- Ширвани, Сеид Азим
- Натаван, Хуршидбану
- Сабир, Мирза Алекпер
- Везиров, Наджаф-бек Фатали-бек оглы
- Ашуг Алескер
- Мамедкулизаде, Джалил Гусейнкули оглы
- Ахвердов Абдуррагим-бек Асад-бек оглы
- Джаббарлы, Джафар Кафар оглы
- Ахмед Джавад
- Мушфиг, Микаил
- Агаев, Ахмед-бек
- Гусейнзаде, Али-бек Гусейн оглы
- Нариманов, Нариман Наджаф оглы
- Ордубади, Мамед Саид
- Джавид, Гусейн
- Азимзаде, Азим Аслан оглы
- Чеменземинли, Юсиф Везир
- Гаджибеков, Узеир Абдул-Гусейн оглы
- Вургун, Самед
- Вахид, Алиага